# Kachemak Selo
Kachemak Selo est une localité d'Alaska aux États-Unis, appartenant au Borough de la péninsule de Kenai. Sa population est d'environ 160 habitants. 
Située sur la Péninsule Kenai, elle fait partie des missions établies sur la rivière Fox par les Orthodoxes vieux-croyants de la Confession des Chapelles.
Son seul accès par voie de terre se fait en se dirigeant à l'est d'Homer, vers Voznesenka et en empruntant un sentier sur 1 milles (2 km) en direction de la plage. 